# Cook, Serve, Delicious! 2!!
『Cook, Serve, Deliciousǃ 2ǃǃ』（クック、サーブ、デリシャス！ 2ǃǃ）は、アメリカのゲームデベロッパーVertigo Gamingによって2017年にリリースされたレストランシミュレーションゲーム。2013年に発売された『Cook, Serve, Delicious!』の続編である。

## 概要
レストランに来た客の注文を正確にこなし、トイレ掃除や皿洗いなどの衛生タスクを実行していくという基本的なルールは前作と同じである。
今作は、元々2017年8月にSteam向けにリリース予定だったが、実際は1カ月遅れてのリリースとなった。
遅れた理由として、開発者のDavid Galindoは「ゲーム開発の初期には予想していなかった規模になった」と説明している。

## ストーリー
ある日、豪華なレストラン「クック、サーブ、デリシャス！」がある「シェリソーダタワー」では周りと違う朝になった。
突然警察が警告なしにシェリソーダタワーを取り囲んだのだ！タワーを運営する会社が莫大な負債を背負っているとのことだった。会社の幹部であるRAID SHERRISODAが逮捕され、タワーは閉鎖された。その後「クック、サーブ、デリシャス！」も、そこには無くなってしまった。
またも荒廃してしまったレストランを再建するため、市内最大の超高層ビルであるテラゴンタワーの52階にささやかな商業スペースを購入し、ここでかつての輝きを取り戻すための道のりを歩み始めることになったのだった。

## 前作からの変更点
※ここでは便宜上「Preparing Station」を「準備ステーション」、「Holding Station」を「保持ステーション」と表記する。

### メニュー数
前作でのメニュー数は30種類だったが、今作では180種類以上と大幅に増加した。

### 保持ステーション
客からの注文は「準備ステーション」と呼ばれるリストに入るが、これとは別に新しく「保持ステーション」というリストが追加された。これはあらかじめ食べ物をこのリストで調理し、仕込んでおくことで、客に食べ物を即座に提供することができる。しかしここで調理した食べ物は、時間の経過で劣化し、廃棄しなければならない（途中で廃棄も可能）。
食べ物には保持ステーションに関する、3種類の特性が存在する。
- HS Required（赤色）

「保持ステーション」で調理しないと提供できない食べ物である。一部例外を除き、調理が完了していれば、客にすぐに提供することができる。
- HS Optional（黄色）

「保持ステーション」で調理できるが、「準備ステーション」で調理することもできる食べ物。
- Side Dishes（緑色）

客の注文に直接関与はしないが、客のせっかちさを減少させたり、料金を余分に払ってくれるようになる食べ物。
1種類あたり15秒の猶予が増加する（劣化している場合は増加効果なし）。
上記のいずれにも当てはまらない食べ物は、通常通り準備ステーションで提供する。

### メニューについて
前作は食べ物や飲み物を合わせて最大6種類のメニューを組み立てられたが、今作から飲み物は別枠（2枠）になり、また「Side Dishes」も食べ物や飲み物とはまた別の枠（3枠）に入るため、最大11種類のメニューを組み立てることが出来るようになった。

### UIデザインについて
前作は調理する際、雑多に並んだ材料から選択しなければならず、調理を素早くこなすのに慣れが必要だったが、今作から材料は種類ごとに色分けされ、最大3色、1色あたり表示されるのは8つまでとコンパクトになった。また、材料を選択するボタンが大きくなり、マウスでの操作が快適になった。

### 集客率（バズ）について
バズは客の来店してくる確率を示している。バズが高ければ高いほど客の入りが多くなり、低ければ低いほど客が入りにくい。
今作のバズは営業時間中でも変動するようになった。また、バズの高さによって客のせっかちさが上下する（高いほど客がせっかち）。

### その他
- 店の営業時間が午前7時から午後10時に(前作は午前9時から営業開始だった)。
- 客のせっかちさの度合いが秒数で表示されるようになった。
- 前作から続投された食べ物はレシピが一新され、作り方が変更されている。また、衛生タスクも操作が変わっている。
- ラッシュアワー1時間前になると通知が来るようになった。また、出来上がった食べ物が焦げたり凍りそうになっているときは警告音が鳴る。

## 主なゲームモード

### タワー
プレイヤー自身のレストランまたは、他のレストランで雇われコックとして働くモード。
雇われコックでは、成績次第で銅、銀、金のメダルを獲得することができる。
働き先のレストランは約30店舗あり、ファストフード店や中華料理店、スイーツ専門店など多種多様である。
プレイヤーはYUMレベルを持っており、客に注文通りの食べ物を提供することで経験値が貯まる。一番右端まで行くとレベルが上がり、ゲージは空になる。特定のレベルに達することで解放される食べ物が存在する。5の倍数になるとレストランのランクが上がる。レベルが100まで上がることでランクが上限に達する。

### デザイナー
レストランの内装の模様替えができる。編集できる箇所は壁、照明、窓やテーブルなど細かい。

## 難易度

### クラシック
前作と同じルールでプレイする。バズは食べ物の影響や、前日までの成績に応じて算出される。
準備ステーションは4-14、保持ステーションは3-8の範囲で指定することができる。

### スタンダード
基本的な内容はクラシックと似ているが、食べ物のバズ効果は発動せず、前日までの成績のみでバズが決定する。
また、バズの設定は5%刻みで変更可能。

### ストレス
高難易度モード。前作での「Extreme Difficulty」モードがこれにあたる。
通常のモードとは比べて以下の特徴がある。
- どの食べ物をメニューに入れてもバズが必ず150％になる（増加効果、減少効果が発動しない）。
- 準備ステーションは14、保持ステーションは8で固定。
- バズ150%の状態では、客のせっかちさが大幅に上昇する。Side Dishes無しだと1.00秒で食べ物がスライドを開始する。
- ラッシュアワー時に一定のバズに達していると、スーパーラッシュアワーに置き換わる。この時間の間はサイドディッシュの猶予増加効果が発動しない。

### 禅
言わば「特訓モード」。基本的な内容はスタンダードと一緒だが、こちらのモードは朝夜共にラッシュアワーが存在しない。
また、永遠に食べ物がスライドしないように設定することも出来る。
雇われコックとして働く場合でもこのモードに出来るが、最高で銅メダルまでしか獲得出来ない。

## 続編
2020年10月14日に『Cook, Serve, Delicious! 3?!』がSteamでリリースされた。